# Acronychia acronychioides
Acronychia acronychioides är en vinruteväxtart som först beskrevs av Ferdinand von Mueller, och fick sitt nu gällande namn av Thomas Gordon Hartley. Acronychia acronychioides ingår i släktet Acronychia och familjen vinruteväxter. Inga underarter finns listade i Catalogue of Life.